# Альфа Скульптора
Альфа Скульптора (Alpha Sculptoris, Alpha Scl) — звезда четвёртой звёздной величины (4,31m), ярче Беты лишь на 0,07m. Она находится всего в 2,7 градусах к юго-востоку от Южного галактического полюса (перпендикуляру к осевой линии диска Галактики) и может таким образом носить название «Polaris Galacticus Australis», в противоположность звезде 31 Волос Вероники — «Polaris Galacticus Borealis».
Слабость Альфа Скульптора является результатом её довольно большого расстояния от Земли — 670 световых лет, и крайне интересных свойств самой звезды. С первого взгляда, кажется, что это просто ещё один типичный представитель горячих (14 000 K) бело-голубых звёзд спектрального класса B (B7), которых большое количество на небе и которые часто видны невооруженным глазом. Звезда является гигантом, с яркостью в 1 700 раз больше солнечной. В сочетании с температурой это дает радиус 7 раз больше солнечного, массу в 5,5 раза больше солнечной, и возраст — 81 млн лет. Звезда, таким образом, находится в конце главной последовательности и, вероятно, в настоящее время ядро звезды состоит почти целиком из гелия, и звезда готова стать гораздо бо́льшим по размеру красным гигантом с более холодной поверхностью.
Звезда вращается с экваториальной скоростью всего 14 км/с, это очень медленно для звёзд класса B: ей требуется 21,652 дня, чтобы сделать полный поворот вокруг свой оси. Альфа Скульптора является представителем редкого класса звёзд, называемых «бедные гелием звёзды» (helium weak, He-weak) т.е звёзд, у которых присутствие гелия на поверхности звезды аномально низко. У Альфа Скульптора гелия только 45 процентов от нормы для звёзд класса B (у которых, как правило, гелий составляет 10 процентов от водорода). С другой стороны, другие элементы, такие как кремний, титан и марганец в значительной степени превышают норму. Это особенность обусловлена медленным вращением, при котором внешние слои не перемешиваются, что позволяет некоторым видам атомов дрейфовать вниз, в то время как другие поднимаются на поверхность. Эффект усиливается магнитным полем (это заставляет относить Альфа Скульптора к пекулярным BP-звездам), что помогает сосредоточению химических веществ в звёздных пятнах, что, в свою очередь позволяет провести точное измерение периода вращения. Движение этих пятен является причиной изменения спектра, которое было в своё время интерпретировано как результат движения, несуществующего спутника, который, как предполагалось, мог быть даже черной дырой. Альфа Скульптора является прототипом немногочисленного класса «Si-Ti бедных гелием звёзд» («Si-Ti helium weak»). Мощные магнитные поля иногда изменяют своё направление на противоположное, и тем самым изменяют поведение близкого облака околозвездного газа. Звезда относится к переменным класса SX Овна с амплитудой изменения яркости порядка 0.044m и возможными периодами переменности 19.4, 16.7, 0.95, 0.49 дней неясной природы.